# Haffner Mihály
Haffner Mihály, született Johann Michael Haffner (1754. – Józsefváros, 1806. január 30.) osztrák származású magyar orvos („protomedikus”), a magyar közegészségügy ügyének előmozdítója, a Szent Rókus Kórház első igazgatója.
Ausztriában született 1754-ben. Korabeli megszólításának megfelelően „Pest város feleskütt test orvosa” volt, munkájával a magyarországi kórházi ellátás reformjára törekedett. 1793-ban kutatásának eredményeként közzétette az akkoriban 30 000 fős lélekszámú Pest város egyetlen, 71 férőhelyes polgári kórházának állapotát, miközben Szabad kir. Pest városa nemes tanácsának és közönségének szólló projectum című művében felvázolta egy 220 férőhelyes majdani közkórház tervét. Egy évvel később a Helytartótanács jóváhagyta az új kórház létesítésére irányuló javaslatát és adománygyűjtés útján 1798. május 24-én megnyitotta kapuit a Szent Rókus Kórház, amelynek első igazgatója lett. 1794-ben javaslatot tett továbbá arra, hogy a kórházakban elmegyógyászati részlegek is nyíljanak, azonban az első pszichiátriai osztály megnyitására 1857-ig várni kellett. 1806-ban hunyt el Pesten, a Józsefvárosban.